# Nezdice na Šumavě
Nezdice na Šumavě é uma comuna checa localizada na região de Plzeň, distrito de Klatovy.